# أدريان رييرا
أدريان رييرا (بالإسبانية: Adrián Riera) هو لاعب كرة قدم إسباني في مركز نصف الجناح، ولد في 19 أبريل 1996 في مرسية في إسبانيا. لعب مع نادي أستيراس تريبوليس.

## وصلات خارجية
- أدريان رييرا على موقع قاعدة بيانات كرة القدم.إي يو (الإنجليزية)
- أدريان رييرا على موقع Soccerway.com (الإنجليزية)